# Ombre Lucenti
Ombre Lucenti è un documentario, della durata di 45 minuti, prodotto in Italia da Rai International nel 2006, dopo quattro anni di riprese, in omaggio alla Compagnia D'Origlia-Palmi. Il regista e ideatore Nino Bizzarri negli "scantinati polverosi" di Carmelo Bene trovò abbondanza di materiale attinente a questa singolare compagnia teatrale in auge dagli anni '30 agli anni '60.